# Robert Dubarle
Pour les articles homonymes, voir Dubarle.
Robert Dubarle, né le 16 octobre 1881 à Tullins (Isère) et mort pour la France le 15 juin 1915 à Metzeral (Haut-Rhin), est un député français de la Troisième République.

## Biographie

### Famille
Robert est le fils de Léon Dubarle (1845-1926), magistrat, et Blanche Cantel (1852-1930). 
Il se marie le 4 mars 1912 à Paris avec Cornélie Marie Pauline Marbeau (1885-1980), nièce de Mgr Marbeau, évêque de Meaux.
Son frère André (1879-1915), capitaine au 31e bataillon de chasseurs à pied (31e BCP), est mort pour la France, le 4 mars 1915.

### Études et diplômes
Il fait ses études à la faculté de droit de Grenoble.
Il est licencié es lettres (philosophie) et docteur en droit. 

### Carrière
En 1902-1903, il fait son service militaire au 28e BCA à Grenoble.
De 1903 à 1909, il est avocat à la cour d'appel de Paris  et secrétaire de la conférence Molé,. 
Il voyage durant cette période dans plusieurs pays avant de se lancer dans la vie politique, notamment en Allemagne, au Danemark, en Turquie, en Grèce, en Égypte, en Belgique, en Hollande  et en Angleterre.
De 1910 à 1914, il est député de l'Isère, inscrit au groupe des Républicains progressistes.

### Première Guerre mondiale

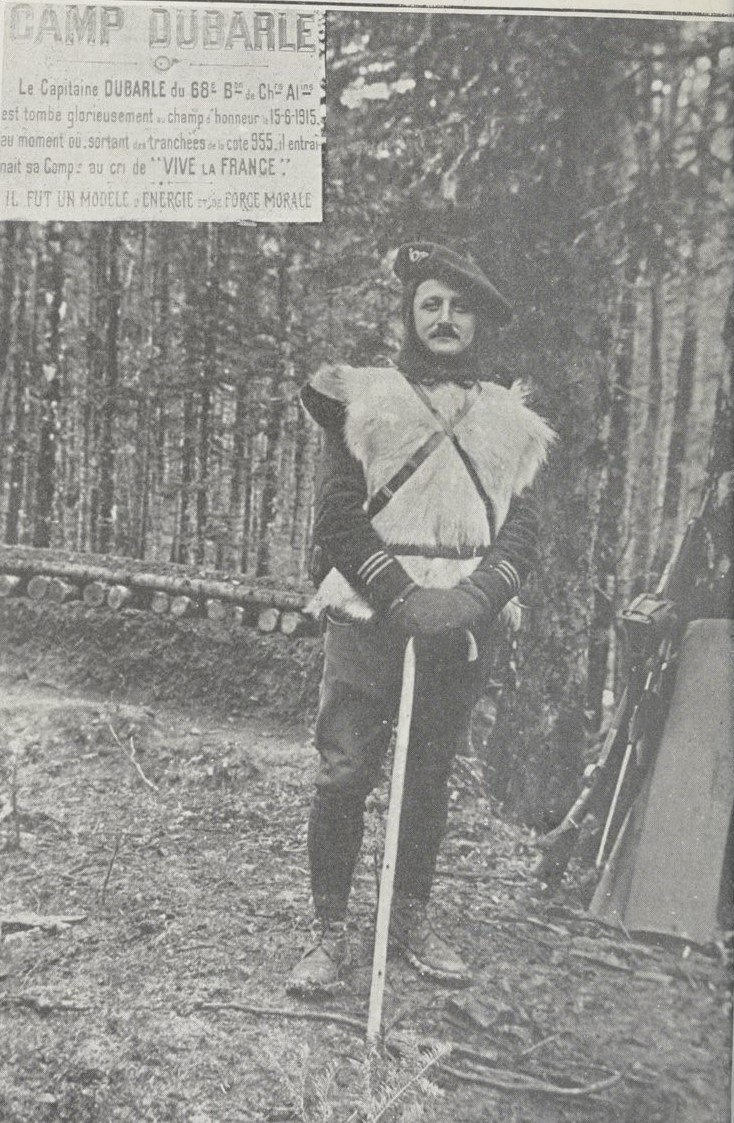
Le capitaine Robert Dubarle en Alsace durant l'hiver 1915.

Lorsque la Première Guerre mondiale éclate, lieutenant de réserve depuis 1911, il est mobilisé en août 1914 au 68e BCPA devenu le 68e bataillon de chasseurs alpins (68e BCA) et affecté, à sa demande dans les Vosges en Alsace. 
Promu capitaine en février 1915, il prend la tête de la 8e compagnie du 68e BCA. Surnommé « Le Bayard du 68 » par son colonel, il est fait chevalier de la légion d'Honneur en mai 1915.
Il meurt le 15 juin 1915 à la tête de sa compagnie lors de la bataille de Metzeral,.
L’Académie française l'honore, à titre posthume, en 1916 du prix Montyon pour son ouvrage La garde au Rhin et en 1923 du prix Marcelin Guérin pour Paroles des vivants et des morts.

## Lettres de guerres
En 1918, ses Lettres de guerre à sa femme, son père et ses enfants, sont publiées aux Éditions Perrin avec une préface de vingt-six pages de Louis Barthou, qui fut collègue de Dubarle à la chambre des députés. Le texte est suivi de vingt et une pages de son carnet de campagne, de huit pages de lettres d’amis et du texte des citations obtenues par Dubarle. Les 129 lettres du front vont du 26 août 1914 au 14 juin 1915 et couvrent cinq périodes de combat : Lorraine, cols des Vosges (p. 18-35), Sudel, Goldbach, Goldematt, Drehkopf (p. 35-97), Harttelseuschloss (p. 98-169), Kruth, Mittlach, Schnepfenried (p. 170-228), Devant Metzeral (p. 228-252).
Dans son livre Témoins publié en 1929, Jean Norton Cru écrit que Dubarle « était un patriote aux idées larges et [que] la guerre a fait de lui un pacifiste ». Il considère son « livre excellent » et  attribue à Dubarle une valeur de témoignage qui fait figurer ses Lettres de guerre dans la catégorie n° II, c'est-à-dire celle qualifiée de bonne.

## Publications
- La garde au Rhin, 1916
- Lettres de guerre de Robert Dubarle, Perrin, 1918. Préface de Louis Barthou. Lire en ligne.
- Paroles des vivants et des morts, 1922

## Hommages et distinctions

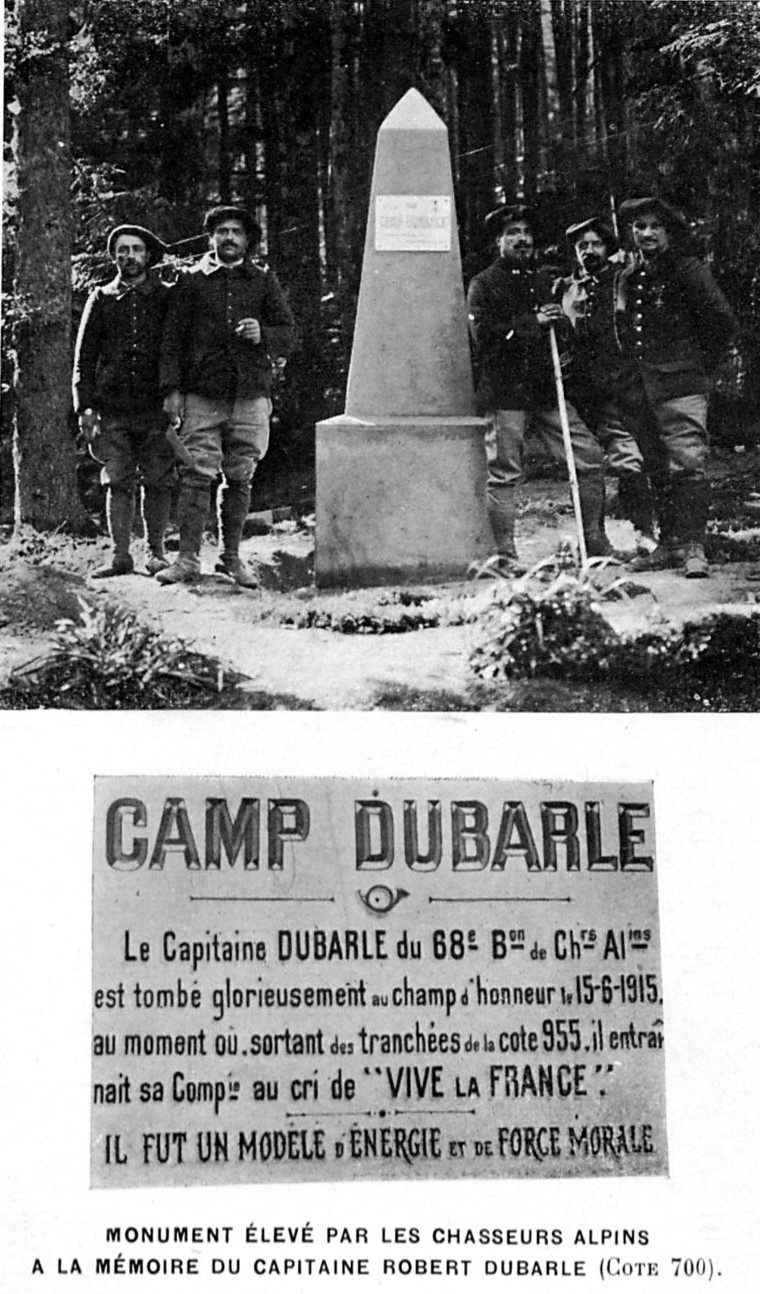

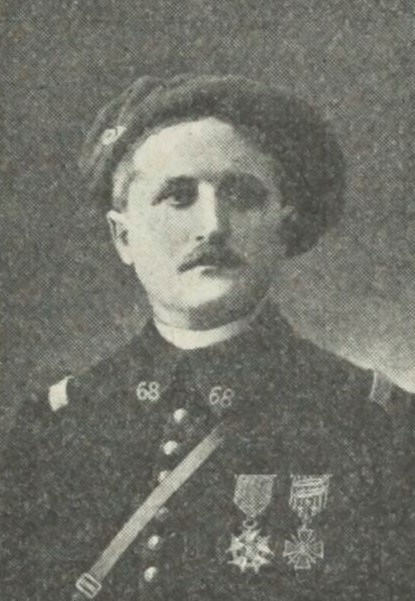
Capitaine Robert Dubarle du 68e BCA, decoré de la légion d'Honneur et de la croix de guerre avec palme.

### Hommages
Après la guerre, un monument est élevé à sa mémoire à la Côte 700 de Metzeral.
Depuis le 11 novembre 2005 une rue porte son nom à Tullins.

### Distinctions
- Chevalier de la légion d'Honneur (mai 1915)[4]
- Croix de guerre 1914-1918 (3 étoiles et 2 palmes)[4]